# Allotinus similis
Allotinus similis är en fjärilsart som beskrevs av Kirby 1890. Allotinus similis ingår i släktet Allotinus och familjen juvelvingar. Inga underarter finns listade i Catalogue of Life.